# Werner Widmayer
Werner Widmayer (Kiel, 17 maggio 1909 – 14 giugno 1942) è stato un calciatore tedesco, di ruolo attaccante.